# Nati nel 1988/Luglio
| Questa pagina contiene informazioni ricavate automaticamente dalle voci biografiche con l'ausilio del template Bio e di un bot. L'aggiornamento è periodico e automatico e ricostruisce completamente la pagina. Se manca una persona in questa lista, sei pregato di non aggiungerla, ma accertati piuttosto che la sua voce biografica contenga il template Bio e che i dati anagrafici siano correttamente compilati. Se il template Bio manca, inseriscilo tu stesso o, in alternativa, metti l'avviso {{tmp\|Bio}} che ne segnala la mancanza. Se i dati riportati sono sbagliati, correggi direttamente la voce biografica; le modifiche saranno visibili in questa lista entro pochi giorni. Per chiarimenti vedi il progetto biografie. La lista contiene solo le 531 persone che sono citate nell'enciclopedia e per le quali è stato implementato correttamente il template Bio. Pagina aggiornata al 10 ago 2025. |

- 1º luglio - Ismail Al Hammadi, calciatore emiratino
- 1º luglio - Jacob Chansley, attivista e ex militare statunitense
- 1º luglio - Kendra Cocksedge, ex rugbista a 15 e crickettista neozelandese
- 1º luglio - Thierry Doubaï, ex calciatore ivoriano
- 1º luglio - Kristen Dozier, ex pallavolista statunitense
- 1º luglio - Evan Ellingson, attore statunitense († 2023)
- 1º luglio - Youlia Fedossova, tennista francese
- 1º luglio - Elin Gaustad, cantante norvegese
- 1º luglio - Roald Halimi, giocatore di calcio a 5 albanese
- 1º luglio - Xavier Hochstrasser, allenatore di calcio e ex calciatore svizzero
- 1º luglio - Kim Seon-hyeong, cestista sudcoreano
- 1º luglio - Aleksandr Lesun, pentatleta bielorusso
- 1º luglio - Sofiane Milous, judoka francese
- 1º luglio - Fabricio Perrén, pilota motociclistico argentino
- 1º luglio - Yaser Rodríguez, ex cestista cubano
- 1º luglio - Tommy Seymour, rugbista a 15 britannico
- 1º luglio - Marco Tagbajumi, calciatore nigeriano
- 1º luglio - Seth Tarver, ex cestista statunitense
- 1º luglio - Joe Trapani, ex cestista statunitense
- 1º luglio - Anderson Vital da Silva, ex calciatore brasiliano
- 1º luglio - Dagmara Wozniak, schermitrice statunitense
- 1º luglio - Major Wright, ex giocatore di football americano statunitense
- 2 luglio - Maximiliano Cavanna, pallavolista argentino
- 2 luglio - Ada Condeescu, attrice romena
- 2 luglio - Rui Pedro, ex calciatore portoghese
- 2 luglio - Kriss Donald, scozzese († 2004)
- 2 luglio - Urša Kragelj, canoista slovena
- 2 luglio - Ieva Kūlīte, ex cestista lettone
- 2 luglio - Lee Chung-yong, calciatore sudcoreano
- 2 luglio - László Lencse, ex calciatore ungherese
- 2 luglio - Milan Mitrović, calciatore serbo
- 2 luglio - Porta, rapper spagnolo
- 2 luglio - Sjur Røthe, fondista norvegese
- 2 luglio - Mathieu Sawe, altista keniota
- 2 luglio - Julia Schmid, canoista austriaca
- 2 luglio - Indre Sorokaite, pallavolista lituana
- 3 luglio - Ammar Ahmed, calciatore svedese
- 3 luglio - Choe Myong-ho, ex calciatore nordcoreano
- 3 luglio - Manuela Coluccini, calciatrice italiana
- 3 luglio - Erald Dika, regista, sceneggiatore e montatore albanese
- 3 luglio - Matteo Emmolo, pallanuotista italiano
- 3 luglio - Thomas Heurtaux, ex calciatore francese
- 3 luglio - Hiroyasu Ishida, regista, animatore e sceneggiatore giapponese
- 3 luglio - Josefine Koebe, economista e politica tedesca
- 3 luglio - Anssi Koivuranta, ex sciatore nordico finlandese
- 3 luglio - Miguel Ángel López, marciatore spagnolo
- 3 luglio - Miguel Antonio Murillo, ex calciatore colombiano
- 3 luglio - Cole Peverley, calciatore neozelandese
- 3 luglio - Winston Reid, ex calciatore neozelandese
- 3 luglio - Thomas Reifeltshammer, ex calciatore austriaco
- 3 luglio - James Troisi, calciatore australiano
- 3 luglio - Rodolfo Zelaya, calciatore salvadoregno
- 4 luglio - Andrea Bacchetti, poliziotto e ex rugbista a 15 italiano
- 4 luglio - Angelique Boyer, attrice e modella francese
- 4 luglio - Bárbara Micheline do Monte Barbosa, calciatrice brasiliana
- 4 luglio - Adam Chennoufi, ex calciatore svedese
- 4 luglio - Emanuel Dening, calciatore argentino
- 4 luglio - Gert Dockx, ex ciclista su strada belga
- 4 luglio - Abdelkhalek El-Banna, canottiere egiziano
- 4 luglio - Kurt Felix, multiplista grenadino
- 4 luglio - Grégory Gatignol, attore francese
- 4 luglio - Oskars Gudramovičs, slittinista lettone
- 4 luglio - Karl Hall, calciatore seychellese
- 4 luglio - Michelle Heyman, calciatrice australiana
- 4 luglio - Jing Ruixue, lottatrice cinese
- 4 luglio - Nina Kessler, ciclista su strada e pistard olandese
- 4 luglio - Conor MacNeill, attore, sceneggiatore e produttore cinematografico britannico
- 4 luglio - Mila Pavićević, scrittrice croata
- 4 luglio - Silvia Piva, ex calciatrice italiana
- 4 luglio - Reis, calciatore brasiliano
- 4 luglio - Jada Stevens, attrice pornografica statunitense
- 4 luglio - Stefano Tedesco, ostacolista italiano
- 4 luglio - Luke Thompson, attore britannico
- 5 luglio - Jessie Begarin, cestista francese
- 5 luglio - Henri Bienvenu, ex calciatore camerunese
- 5 luglio - Ivica Guberac, ex calciatore sloveno
- 5 luglio - Endrit Hysenagolli, cestista albanese
- 5 luglio - Jefferson Nascimento, ex calciatore brasiliano
- 5 luglio - Lee Jae-sung, calciatore sudcoreano
- 5 luglio - Gustavo Mencia, calciatore paraguaiano
- 5 luglio - Alex Meyer, nuotatore statunitense
- 5 luglio - Rene Mihelič, calciatore sloveno
- 5 luglio - Smail Morabit, calciatore francese
- 5 luglio - Laurie Mougel, ex sciatrice alpina francese
- 5 luglio - Nadzeja Pisarava, ex biatleta russa
- 5 luglio - Luka Rotković, ex calciatore montenegrino
- 5 luglio - Joe Simpson, rugbista a 15 inglese
- 5 luglio - Ish Smith, cestista statunitense
- 5 luglio - Samir Ujkani, dirigente sportivo e ex calciatore kosovaro
- 6 luglio - Sarah Barrable-Tishauer, attrice canadese
- 6 luglio - Mateusz Cetnarski, ex calciatore polacco
- 6 luglio - Adrian Clayborn, giocatore di football americano statunitense
- 6 luglio - Tiffany Cromwell, ciclista su strada australiana
- 6 luglio - Cody Fern, attore australiano
- 6 luglio - Kevin Fickentscher, ex calciatore svizzero
- 6 luglio - Laura Godoy, modella guatemalteca
- 6 luglio - Nichlas Hardt, ex hockeista su ghiaccio danese
- 6 luglio - Alex Joseph, ex giocatore di football americano statunitense
- 6 luglio - Nik Jurišić, rugbista a 15 croato
- 6 luglio - Ivan Messina, cestista italiano
- 6 luglio - Abi Olajuwon, ex cestista e allenatrice di pallacanestro statunitense
- 6 luglio - Edvard Skagestad, ex calciatore norvegese
- 6 luglio - Lars Sullivan, ex wrestler statunitense
- 6 luglio - Niko Tokić, ex calciatore croato
- 6 luglio - József Varga, calciatore ungherese
- 7 luglio - Yaw Amankwah, ex calciatore norvegese
- 7 luglio - Kaci Brown, cantante statunitense
- 7 luglio - Kristi Castlin, ostacolista statunitense
- 7 luglio - Paul Durand, ex giocatore di football americano e allenatore di football americano francese
- 7 luglio - Igor Gantsevich, schermidore canadese
- 7 luglio - Halca, cantautrice e chitarrista giapponese
- 7 luglio - Adil Khan, calciatore indiano
- 7 luglio - Marija Krjučkova, ginnasta russa († 2015)
- 7 luglio - Venus Raj, modella filippina
- 7 luglio - Sophie Rodriguez, ex snowboarder francese
- 7 luglio - Ilan Rubin, cantante e polistrumentista statunitense
- 7 luglio - Alexandros Sigkounas, cestista greco
- 7 luglio - Jack Whitehall, attore, comico e conduttore televisivo britannico
- 7 luglio - Wen Yang, scacchista cinese
- 7 luglio - Rudy Zini, ex biatleta italiano
- 8 luglio - Jordan Burroughs, lottatore statunitense
- 8 luglio - Luisa Casillo, pallavolista italiana
- 8 luglio - Franco Coria, ex calciatore argentino
- 8 luglio - Sabrina De Carlo, politica italiana
- 8 luglio - Uğur Demirok, ex calciatore turco
- 8 luglio - Makhete Diop, ex calciatore senegalese
- 8 luglio - Amos Ekhalie, calciatore keniota
- 8 luglio - Rachael Finch, modella australiana
- 8 luglio - Santiago García, ex calciatore argentino
- 8 luglio - Juan Manuel García, calciatore argentino
- 8 luglio - Marco Giuri, cestista italiano
- 8 luglio - Andrij Jahodka, schermidore ucraino
- 8 luglio - Ahmed Januzi, calciatore albanese
- 8 luglio - Shazad Latif, attore britannico
- 8 luglio - Lim Sang-hyub, calciatore sudcoreano
- 8 luglio - Dan Linfoot, pilota motociclistico britannico
- 8 luglio - Brice Massamba, ex cestista della Repubblica Democratica del Congo
- 8 luglio - Vito Plut, calciatore sloveno
- 8 luglio - Miki Roqué, calciatore spagnolo († 2012)
- 8 luglio - Martina Sandri, ex cestista italiana
- 8 luglio - Jesse Sergent, ex ciclista su strada e pistard neozelandese
- 8 luglio - Kaoru Takayama, calciatore giapponese
- 8 luglio - Vencislav Vasilev, ex calciatore bulgaro
- 8 luglio - Sigurður Þorsteinsson, cestista islandese
- 9 luglio - Elena Bonfanti, ex velocista italiana
- 9 luglio - Jahor Chatkevič, calciatore bielorusso
- 9 luglio - Allen Durham, cestista statunitense
- 9 luglio - Endre Fotland Knudsen, calciatore norvegese
- 9 luglio - Jonathan Hoyaux, cestista francese
- 9 luglio - Frode Larsen, ex calciatore norvegese
- 9 luglio - Belal Muhammad, artista marziale misto statunitense
- 9 luglio - Raul Rusescu, ex calciatore rumeno
- 9 luglio - Patrick Sullivan, ex cestista statunitense
- 9 luglio - Sebastián Vega, cestista argentino
- 9 luglio - Serpentwithfeet, cantante e compositore statunitense
- 9 luglio - Jakub Wójcicki, calciatore polacco
- 10 luglio - Maja Alm, orientista danese
- 10 luglio - Nivaldo Alves Freitas Santos, ex calciatore capoverdiano
- 10 luglio - Antonio Brown, ex giocatore di football americano statunitense
- 10 luglio - Luna Carocci, ex pallavolista italiana
- 10 luglio - Mariagrazia De Rosa, scacchista italiana
- 10 luglio - Heather Hemmens, attrice statunitense
- 10 luglio - Elvis Kokalović, calciatore croato
- 10 luglio - Ørjan Røyrane, ex calciatore norvegese
- 10 luglio - Aleh Veracila, calciatore bielorusso
- 10 luglio - Sarah Walker, ciclista di BMX neozelandese
- 11 luglio - Nelson Acevedo, calciatore argentino
- 11 luglio - Andreas Bjelland, calciatore danese
- 11 luglio - Brynjar Björnsson, cestista islandese
- 11 luglio - Étienne Capoue, calciatore francese
- 11 luglio - Giacomo Eliantonio, cestista italiano
- 11 luglio - Alex Franklin, cestista statunitense
- 11 luglio - Ángel García García, cestista portoricano
- 11 luglio - Damon Gray, ex calciatore inglese
- 11 luglio - Yuka Iguchi, doppiatrice giapponese
- 11 luglio - Bartosz Kaniecki, ex calciatore polacco
- 11 luglio - Lucy Kennedy, ex ciclista su strada australiana
- 11 luglio - Natalie La Rose, cantante olandese
- 11 luglio - Blagoj Makendžiev, calciatore bulgaro
- 11 luglio - Alexander Mejía, calciatore colombiano
- 11 luglio - Suvi Mikkonen, taekwondoka finlandese
- 11 luglio - Konstantinos Mourikis, pallanuotista greco
- 11 luglio - Martín Prost, calciatore argentino
- 11 luglio - Joan Smalls, supermodella portoricana
- 11 luglio - Ben Smith, hockeista su ghiaccio statunitense
- 11 luglio - Eijirō Takeda, calciatore giapponese
- 11 luglio - Tay Waller, cestista statunitense
- 11 luglio - Naoki Yamamoto, pilota automobilistico giapponese
- 11 luglio - Natal'ja Žedik, cestista russa
- 12 luglio - Scott Baldwin, rugbista a 15 britannico
- 12 luglio - Patrick Beverley, cestista statunitense
- 12 luglio - Maximiliano Caire, calciatore argentino
- 12 luglio - Élton Calé, calciatore brasiliano
- 12 luglio - Vladimir Djadjun, ex calciatore russo
- 12 luglio - Attila Filkor, ex calciatore ungherese
- 12 luglio - Óscar García Guerrero, calciatore spagnolo
- 12 luglio - Nate Irving, giocatore di football americano statunitense
- 12 luglio - Ta'Rhonda Jones, attrice e rapper statunitense
- 12 luglio - Tevfik Köse, ex calciatore tedesco
- 12 luglio - Marko Lozo, allenatore di calcio e ex calciatore croato
- 12 luglio - LeSean McCoy, ex giocatore di football americano statunitense
- 12 luglio - Chris Milligan, attore australiano
- 12 luglio - Nano, cantante statunitense
- 12 luglio - Rafał Nordwing, mezzofondista polacco
- 12 luglio - Jiří Novotný, giocatore di calcio a 5 ceco
- 12 luglio - Melissa O'Neil, cantante e attrice canadese
- 12 luglio - Park In-bee, golfista sudcoreana
- 12 luglio - Grismay Paumier, cestista cubano
- 12 luglio - Elisa Qualizza, kickboxer italiana
- 12 luglio - Beau Schneider, attore olandese
- 12 luglio - Matteo Siorpaes, giocatore di curling italiano
- 12 luglio - Risa Taneda, doppiatrice giapponese
- 13 luglio - Tulisa Contostavlos, cantautrice britannica
- 13 luglio - Boubacar Dialiba, calciatore senegalese
- 13 luglio - Marcos Paulo Gelmini Gomes, calciatore brasiliano
- 13 luglio - Ryu Gotō, violinista statunitense
- 13 luglio - Colton Haynes, attore e modello statunitense
- 13 luglio - He Pingping, italiana († 2010)
- 13 luglio - D.J. LeMahieu, giocatore di baseball statunitense
- 13 luglio - Steven R. McQueen, attore statunitense
- 13 luglio - Neriman Özsoy, pallavolista turca
- 13 luglio - Madison Scott, ex attrice pornografica statunitense
- 13 luglio - Ferran Sibila, allenatore di calcio spagnolo
- 13 luglio - Magne Simonsen, ex calciatore norvegese
- 13 luglio - Raúl Spank, altista tedesco
- 13 luglio - Linda Sällström, calciatrice finlandese
- 14 luglio - Adrián Aldrete, calciatore messicano
- 14 luglio - Ria Antōniou, modella e showgirl greca
- 14 luglio - Melanie Bauschke, lunghista tedesca
- 14 luglio - Mikael Boman, ex calciatore svedese
- 14 luglio - Caiuby, calciatore brasiliano
- 14 luglio - Damiano e Fabio D'Innocenzo, regista e sceneggiatore italiano
- 14 luglio - Ernando, ex calciatore brasiliano
- 14 luglio - Simona Frapporti, ex pistard e ciclista su strada italiana
- 14 luglio - Travis Ganong, ex sciatore alpino statunitense
- 14 luglio - Elise Gatien, attrice canadese
- 14 luglio - Haris Harba, calciatore e ex giocatore di calcio a 5 bosniaco
- 14 luglio - Damir Martin, canottiere croato
- 14 luglio - Conor McGregor, artista marziale misto e imprenditore irlandese
- 14 luglio - Ronald Moore, ex cestista statunitense
- 14 luglio - Lucia Rispler, ex sciatrice alpina tedesca
- 14 luglio - Stanley Robinson, cestista statunitense († 2020)
- 14 luglio - Dmytro Sorokin, giocatore di calcio a 5 ucraino
- 14 luglio - Jérémy Stravius, ex nuotatore francese
- 14 luglio - James Vaughan, dirigente sportivo e ex calciatore inglese
- 14 luglio - Rhys Williams, ex calciatore australiano
- 14 luglio - Yves Djidda, ex calciatore camerunese
- 14 luglio - Kateryna Zubkova, nuotatrice ucraina
- 15 luglio - Aimee Carrero, attrice statunitense
- 15 luglio - Roman Dolidze, artista marziale misto georgiano
- 15 luglio - Shkëlzen Gashi, ex calciatore svizzero
- 15 luglio - Luis Ibáñez, calciatore argentino
- 15 luglio - Franco Jara, calciatore argentino
- 15 luglio - Maiko Kanō, ex pallavolista giapponese
- 15 luglio - Renata Knapik-Miazga, schermitrice polacca
- 15 luglio - Jan Koprivec, calciatore sloveno
- 15 luglio - Éloyse Lesueur, lunghista francese
- 15 luglio - Jarrell Miller, pugile statunitense
- 15 luglio - Pavel Njachajčyk, ex calciatore bielorusso
- 15 luglio - Antonella Paoletti, calciatrice italiana
- 15 luglio - Pavel Ponkratov, scacchista russo
- 15 luglio - Diego Roncaglio, giocatore di calcio a 5 brasiliano
- 15 luglio - Tristan Tate, ex kickboxer e personaggio televisivo statunitense
- 15 luglio - Onalethata Tshekiso, ex calciatore botswano
- 15 luglio - Benji Villalobos, calciatore salvadoregno
- 15 luglio - Monica Wright, ex cestista, allenatrice di pallacanestro e dirigente sportiva statunitense
- 15 luglio - Uladzimir Čapelin, ex biatleta bielorusso
- 16 luglio - Yasmani Acosta, lottatore cubano
- 16 luglio - Sergio Busquets, calciatore spagnolo
- 16 luglio - Bruno Ecuele Manga, calciatore gabonese
- 16 luglio - Jarrid Famous, cestista statunitense
- 16 luglio - Eric Johannesen, canottiere tedesco
- 16 luglio - Nicolaj Madsen, calciatore danese
- 16 luglio - Costanza Manfredini, ex pallavolista italiana
- 16 luglio - Anders Randrup, ex calciatore danese
- 16 luglio - Christoph Schößwendter, ex calciatore austriaco
- 16 luglio - Mike Scott, cestista statunitense
- 17 luglio - Abdulqədir Abdullayev, pugile azero
- 17 luglio - Summer Bishil, attrice statunitense
- 17 luglio - Daniel Brosinski, calciatore tedesco
- 17 luglio - Silvano Chesani, altista italiano
- 17 luglio - Giovanni Codrington, velocista olandese
- 17 luglio - Luiz Fernando, calciatore brasiliano
- 17 luglio - Guillermo Firpo, calciatore uruguaiano
- 17 luglio - Konstantinos Flegkas, pallanuotista greco
- 17 luglio - Guo Yue, ex tennistavolista cinese
- 17 luglio - Timmy Göransson, giocatore di football americano svedese
- 17 luglio - Rihards Kuksiks, cestista lettone
- 17 luglio - Edgar Mejía, ex calciatore messicano
- 17 luglio - Silvia Olari, cantautrice italiana
- 17 luglio - Conrad Pridy, ex sciatore alpino canadese
- 17 luglio - Felipe Sodinha, calciatore brasiliano
- 17 luglio - Onome Sodje, ex calciatore nigeriano
- 17 luglio - Stian Sortevik, giocatore di calcio a 5 e ex calciatore norvegese
- 17 luglio - Luke Stocker, giocatore di football americano statunitense
- 18 luglio - Peter Abrahamsson, calciatore svedese
- 18 luglio - Alfredo Aguilar, calciatore paraguaiano
- 18 luglio - Hakan Arslan, calciatore turco
- 18 luglio - Änis Ben-Hatira, calciatore tedesco
- 18 luglio - Ambyr Childers, attrice statunitense
- 18 luglio - Angela Ciaburri, attrice italiana
- 18 luglio - Clayton Michel Afonso, calciatore brasiliano
- 18 luglio - Tomáš Hampl, cestista ceco
- 18 luglio - Fabio Infimo, canottiere italiano
- 18 luglio - Lance Jeter, ex cestista statunitense
- 18 luglio - Mikko Koskinen, ex hockeista su ghiaccio finlandese
- 18 luglio - Stella-Īrō Ledakī, astista greca
- 18 luglio - Helder Lobato Ribeiro, ex calciatore brasiliano
- 18 luglio - Marc Lorenz, calciatore tedesco
- 18 luglio - Eugenio Mena, calciatore cileno
- 18 luglio - Elvin Məmmədov, ex calciatore azero
- 18 luglio - Zabihollah Poursheib, karateka iraniano
- 18 luglio - Reggie Redding, ex cestista statunitense
- 18 luglio - Gašper Vrhovec, ex giocatore di calcio a 5 sloveno
- 18 luglio - Wang Zhiwei, tiratore a segno cinese
- 18 luglio - Merve Özbey, cantautrice turca
- 19 luglio - Faiz Al-Rushaidi, calciatore omanita
- 19 luglio - Lorenzo Borghini, regista, sceneggiatore e produttore cinematografico italiano
- 19 luglio - Shane Dawson, attore, comico e youtuber statunitense
- 19 luglio - Inna Eftimova, velocista bulgara
- 19 luglio - Azat Ersalïmov, calciatore kazako
- 19 luglio - Kevin Großkreutz, ex calciatore tedesco
- 19 luglio - Greg Houla, calciatore francese
- 19 luglio - Jakub Kovář, hockeista su ghiaccio ceco
- 19 luglio - Cherami Leigh, doppiatrice e attrice statunitense
- 19 luglio - Dontay Moch, ex giocatore di football americano statunitense
- 19 luglio - Alexandre Oukidja, calciatore algerino
- 19 luglio - John Ryder, ex pugile britannico
- 19 luglio - Jayah Saelua, calciatrice samoana americana
- 19 luglio - Charlene Soraia, cantautrice britannica
- 19 luglio - Popcaan, cantante e disc jockey giamaicano
- 19 luglio - Joe Tracini, attore e cantautore inglese
- 19 luglio - Kevin Visser, calciatore olandese
- 19 luglio - Kyle Williams, giocatore di football americano statunitense
- 19 luglio - Trent Williams, giocatore di football americano statunitense
- 20 luglio - Phillip Adams, giocatore di football americano statunitense († 2021)
- 20 luglio - B.J. Anthony, ex cestista neozelandese
- 20 luglio - Eray Birniçan, calciatore turco
- 20 luglio - Quinton Carter, giocatore di football americano statunitense
- 20 luglio - Kevin Drury, sciatore freestyle canadese
- 20 luglio - Chloe Fineman, attrice e comica statunitense
- 20 luglio - Collin Franklin, ex giocatore di football americano statunitense
- 20 luglio - Dmytro Hljebov, cestista ucraino
- 20 luglio - Julianne Hough, cantante, attrice e ballerina statunitense
- 20 luglio - Hu Bo, regista e scrittore cinese († 2017)
- 20 luglio - Ty Kelly, giocatore di baseball statunitense
- 20 luglio - John Klanac, ex pallavolista e allenatore di pallavolo statunitense
- 20 luglio - Toni Kolehmainen, ex calciatore finlandese
- 20 luglio - Dejan Mitrev, calciatore macedone
- 20 luglio - Viivi Pumpanen, modella e attrice finlandese
- 20 luglio - Édouard Rowlandson, pallavolista francese
- 20 luglio - Teliana Pereira, ex tennista brasiliana
- 20 luglio - Ryūsei Shinoyama, cestista giapponese
- 20 luglio - Stephen Strasburg, giocatore di baseball statunitense
- 20 luglio - Cameron Tatum, ex cestista statunitense
- 20 luglio - Terrell McClain, giocatore di football americano statunitense
- 20 luglio - Theodōros Vasilakakīs, ex calciatore greco
- 20 luglio - Sami Whitcomb, cestista statunitense
- 20 luglio - Jacquian Williams, giocatore di football americano statunitense
- 20 luglio - Olajide Williams, ex calciatore nigeriano
- 21 luglio - Mozes Adams, ex calciatore nigeriano
- 21 luglio - Jon Asamoah, giocatore di football americano statunitense
- 21 luglio - KB, rapper statunitense
- 21 luglio - Ákos Elek, ex calciatore ungherese
- 21 luglio - Pär Ericsson, ex calciatore svedese
- 21 luglio - Urszula Gardzielewska, ex altista polacca
- 21 luglio - Romain Grange, ex calciatore francese
- 21 luglio - Jing Tian, attrice cinese
- 21 luglio - Estelle Johnson, ex calciatrice camerunese
- 21 luglio - Ravern Johnson, ex cestista statunitense
- 21 luglio - DeAndre Jordan, cestista statunitense
- 21 luglio - Stephen McCarthy, ex calciatore statunitense
- 21 luglio - Jah Reid, giocatore di football americano statunitense
- 21 luglio - Robert Renwick, ex nuotatore britannico
- 21 luglio - Camilo Sanvezzo, ex calciatore brasiliano
- 21 luglio - Stephen Schilling, ex giocatore di football americano statunitense
- 21 luglio - Federico Matías Vieyra, pallamanista argentino
- 22 luglio - Álvaro Arroyo, ex calciatore spagnolo
- 22 luglio - Filippo Baldassari, velista italiano
- 22 luglio - Chris Basham, ex calciatore inglese
- 22 luglio - Alex Caskey, ex calciatore statunitense
- 22 luglio - Paul Coutts, calciatore scozzese
- 22 luglio - Jedd Gardner, ex giocatore di football americano canadese
- 22 luglio - Thomas Kraft, ex calciatore tedesco
- 22 luglio - Sofia Larsson, discobola svedese
- 22 luglio - Rasa Leleivytė, ciclista su strada lituana
- 22 luglio - Yurïý Logvïnenko, ex calciatore kazako
- 22 luglio - Andrea Riley, ex cestista statunitense
- 22 luglio - Silvio Romero, calciatore argentino
- 22 luglio - Lorent Saleh, attivista venezuelano
- 22 luglio - George Santos, politico statunitense
- 22 luglio - Noriko Senge, principessa giapponese
- 22 luglio - Lisa Tomaschewsky, attrice tedesca
- 22 luglio - Yuriko Yoshitaka, attrice giapponese
- 23 luglio - Paul Anderson, ex calciatore inglese
- 23 luglio - James Develin, ex giocatore di football americano statunitense
- 23 luglio - Mudathir El-Tahir, calciatore sudanese
- 23 luglio - Jorge Gatgens, calciatore costaricano
- 23 luglio - Cheikh M'Bengue, ex calciatore francese
- 23 luglio - Daniel Mancinelli, pilota automobilistico italiano
- 23 luglio - Pieter Mbemba, ex calciatore congolese (Repubblica Democratica del Congo)
- 23 luglio - Ivana Nešović, pallavolista serba
- 23 luglio - Kate O'Brien, paraciclista, pistard e ex bobbista canadese
- 23 luglio - Michael Odibe, calciatore nigeriano
- 23 luglio - Björn Thurau, ex ciclista su strada tedesco
- 23 luglio - Nikola Ǵorǵiev, pallavolista macedone
- 24 luglio - Leonardo Capotosti, ostacolista italiano
- 24 luglio - Mihai Donisan, altista rumeno
- 24 luglio - Florian Graf, ex biatleta tedesco
- 24 luglio - Han Seung-yeon, cantante e attrice sudcoreana
- 24 luglio - Eyad Hourani, attore palestinese
- 24 luglio - Shō Itō, calciatore giapponese
- 24 luglio - Tyren Johnson, cestista statunitense
- 24 luglio - Marko Jovanovski, calciatore macedone
- 24 luglio - Bruce Kangwa, calciatore zimbabwese
- 24 luglio - Joe Pera, comico, sceneggiatore e attore statunitense
- 24 luglio - Adrian Popa, calciatore rumeno
- 24 luglio - Nebojša Rajković, giocatore di football americano serbo
- 24 luglio - René Seebacher, calciatore austriaco
- 24 luglio - Jure Škifić, cestista croato
- 25 luglio - Mamoudou Athie, attore mauritano
- 25 luglio - Santiago Basile, giocatore di calcio a 5 argentino
- 25 luglio - Paulinho, ex calciatore brasiliano
- 25 luglio - MadMan, rapper italiano
- 25 luglio - Chaguinha, giocatore di calcio a 5 brasiliano
- 25 luglio - Jesse Clegg, cantante e musicista sudafricano
- 25 luglio - Dorian Dervite, calciatore francese
- 25 luglio - Sarah Geronimo, cantante, attrice e ballerina filippina
- 25 luglio - Linsey Godfrey, attrice statunitense
- 25 luglio - John Goossens, ex calciatore olandese
- 25 luglio - Helena Havelková, pallavolista ceca
- 25 luglio - Yonny Hernández, pilota motociclistico colombiano
- 25 luglio - Eduardo Herrera, ex calciatore messicano
- 25 luglio - Tom Hiariej, ex calciatore olandese
- 25 luglio - M.D. Jennings, giocatore di football americano statunitense
- 25 luglio - Jan Lukáš, calciatore ceco
- 25 luglio - Salima Mukansanga, arbitro di calcio ruandese
- 25 luglio - Simone Nai Oleari, pattinatore italiano
- 25 luglio - Ivan Obradović, ex calciatore serbo
- 25 luglio - John Peers, tennista australiano
- 25 luglio - Veysel Sarı, calciatore turco
- 25 luglio - Jenna Smith, cestista statunitense
- 25 luglio - Nolan Smith, ex cestista, allenatore di pallacanestro e dirigente sportivo statunitense
- 25 luglio - Manuel Stiefler, calciatore tedesco
- 25 luglio - Anthony Stokes, ex calciatore irlandese
- 25 luglio - Tyler Wilkerson, cestista statunitense
- 25 luglio - Hugo Filipe da Costa Vieira, calciatore portoghese
- 26 luglio - Sayaka Akimoto, cantante e attrice giapponese
- 26 luglio - Francia Almendárez, attrice statunitense
- 26 luglio - Vinicio Angulo, calciatore ecuadoriano
- 26 luglio - Elio Castro, calciatore messicano
- 26 luglio - Pedro Pérez Conde, calciatore spagnolo
- 26 luglio - Arnaud Destatte, velocista belga
- 26 luglio - Taiwan Jones, giocatore di football americano statunitense
- 26 luglio - Fernanda Martins, discobola brasiliana
- 26 luglio - Ševko Okić, calciatore bosniaco
- 26 luglio - Yurie Omi, giornalista giapponese
- 26 luglio - Diego Perotti, calciatore argentino
- 26 luglio - Adrián Alonso Pereira, ex giocatore di calcio a 5 spagnolo
- 26 luglio - Mirela Rahneva, skeletonista canadese
- 26 luglio - Zach Redmond, hockeista su ghiaccio statunitense
- 26 luglio - Marty Scurll, wrestler britannico
- 26 luglio - Anthony Smith, artista marziale misto statunitense
- 26 luglio - Jimmy Smith, ex giocatore di football americano statunitense
- 27 luglio - Schillonie Calvert, velocista giamaicana
- 27 luglio - Bagaliy Dabo, calciatore francese
- 27 luglio - Konstantin Engel, calciatore kazako
- 27 luglio - Naif Hazazi, calciatore saudita
- 27 luglio - Tamla Kari, attrice britannica
- 27 luglio - Valerij Kokoev, pesista russo
- 27 luglio - Lila Rose, attivista statunitense
- 27 luglio - Ryan Tannehill, giocatore di football americano statunitense
- 27 luglio - Olsi Teqja, ex calciatore albanese
- 28 luglio - Oleg Antonov, pallavolista russo
- 28 luglio - Gurbangeldi Batyrow, calciatore turkmeno
- 28 luglio - Emanuel Biancucchi, ex calciatore argentino
- 28 luglio - Ayla Brown, cantante statunitense
- 28 luglio - Gianni Cantagalli, cestista italiano
- 28 luglio - Greg Hardy, artista marziale misto e ex giocatore di football americano statunitense
- 28 luglio - Aleksandr Lesnoj, pesista russo
- 28 luglio - Xia Li, wrestler cinese
- 28 luglio - Luo Yunxi, attore, cantante e ballerino cinese
- 28 luglio - Sirah, cantante e rapper statunitense
- 28 luglio - Gunnar Nelson, artista marziale misto islandese
- 28 luglio - Natasha Nice, attrice pornografica francese
- 28 luglio - Luigi Petrazzuolo, attore italiano
- 28 luglio - Christophe Psyché, calciatore francese
- 28 luglio - Roman Savčenko, hockeista su ghiaccio kazako
- 28 luglio - Serhij Semenov, biatleta ucraino
- 28 luglio - Sep Vanmarcke, ex ciclista su strada belga
- 29 luglio - Emmanuel Biron, velocista francese
- 29 luglio - Tarjei Bø, ex biatleta norvegese
- 29 luglio - Filipe Follador, giocatore di calcio a 5 brasiliano
- 29 luglio - Martijn van der Laan, ex calciatore olandese
- 29 luglio - Miguel Alfonso Herrero, calciatore spagnolo
- 29 luglio - Roeland Schaftenaar, cestista olandese
- 29 luglio - Molly Schaus, hockeista su ghiaccio statunitense
- 29 luglio - Jani Tanska, ex calciatore finlandese
- 29 luglio - Kenbrell Thompkins, giocatore di football americano statunitense
- 29 luglio - Levent Tuncat, taekwondoka tedesco
- 30 luglio - Julián Arredondo, ex ciclista su strada colombiano
- 30 luglio - Nino Bertasio, golfista italiano
- 30 luglio - Joel Fahie, calciatore anglo-verginiano
- 30 luglio - Skúli Jón Friðgeirsson, calciatore islandese
- 30 luglio - Ellen Herman, ex pallavolista e allenatrice di pallavolo statunitense
- 30 luglio - Ángel Madrazo, ex ciclista su strada spagnolo
- 30 luglio - Oupa Manyisa, calciatore sudafricano
- 30 luglio - Wenda Nel, ostacolista sudafricana
- 30 luglio - Marijan Ognjanov, calciatore bulgaro
- 30 luglio - Park Se-young, attrice sudcoreana
- 30 luglio - Katherine Reutter, pattinatrice di short track statunitense
- 30 luglio - András Ruják, cestista ungherese
- 30 luglio - Ushoshi Sengupta, modella indiana
- 30 luglio - Branislav Stanić, ex calciatore serbo
- 30 luglio - Andreas Stjernen, ex saltatore con gli sci norvegese
- 30 luglio - Nico Tortorella, attore statunitense
- 30 luglio - Alexander Vlahos, attore britannico
- 31 luglio - Marin Bavčević, ex cestista croato
- 31 luglio - Charlie Carver, attore statunitense
- 31 luglio - Erik Čikoš, calciatore slovacco
- 31 luglio - Caue Fernandes, ex calciatore brasiliano
- 31 luglio - A.J. Green, ex giocatore di football americano statunitense
- 31 luglio - Giorgi Guruli, ex calciatore georgiano
- 31 luglio - Leonie Hanne, blogger, modella e imprenditrice tedesca
- 31 luglio - Ahmed Jahouh, allenatore di calcio e ex calciatore marocchino
- 31 luglio - Anderson Luís, ex calciatore brasiliano
- 31 luglio - Krystal Meyers, cantante statunitense
- 31 luglio - Dwight Oehlers, ex calciatore olandese
- 31 luglio - Jack Randall, attore statunitense
- 31 luglio - Daniel Wells, giocatore di snooker gallese
- 31 luglio - Yun Yong-il, calciatore nordcoreano